# Le Retour des sept
Cet article concerne la suite du film de John Sturges « Les Sept Mercenaires » réalisée par Burt Kennedy. Pour la série télévisée de Steve Beers, voir Les Sept Mercenaires.
Série
Les Sept Mercenaires (1960) Les Colts des sept mercenaires (1969)
Pour plus de détails, voir Fiche technique et Distribution.
Le Retour des sept (Return of the Seven ou Return of the Magnificent Seven) est un film hispano-américain réalisé par Burt Kennedy, sorti en 1966.

## Synopsis
Chico, resté au village mexicain après les événements racontés dans les Sept Mercenaires, est enlevé par des bandits. Ces hors-la-loi kidnappent les hommes des villages avoisinants, les emmènent dans un pueblo en ruines et les obligent à le reconstruire. La femme de Chico, Petra, part alors chercher les 2 autres mercenaires (les 4 autres ayant été tués) afin qu'ils délivrent Chico et tous les hommes du village.

## Fiche technique
- Titre : Le Retour des sept
- Titre original : Return of the Seven
- Titre espagnol : El regreso de los siete magnificos[1]
- Réalisation : Burt Kennedy
- Scénario : Larry Cohen
- Photographie : Paul Vogel
- Montage : Bert Bates
- Musique : Elmer Bernstein
- Producteur : Ted Richmond
- Sociétés de production : The Mirisch Production Company, C.B. Films S.A.
- Sociétés de distribution : United Artists, C.B. Films S.A. (Espagne)
- Pays de production :  États-Unis,  Espagne
- Format : Couleurs (DeLuxe) — 35 mm — 2,35:1 — Son : Mono (Westrex Recording System)
- Genre : Western, action
- Durée : 95 minutes
- Dates de sortie : 
  - États-Unis : 19 octobre 1966
  - Royaume-Uni : 2 février 1967
  - France : 18 février 1967

## Distribution
- Yul Brynner (VF : Georges Aminel) : Chris Adams
- Robert Fuller (VF : Denis Savignat) : Vin
- Julián Mateos (VF : Serge Lhorca) : Chico
- Warren Oates (VF : Jacques Thébault) : Colbee
- Claude Akins (VF : André Valmy) : Frank
- Elisa Montés (VF : Sylviane Mathieu) : Petra, la femme de Chico
- Fernando Rey (VF : Fernand Fabre) : prêtre
- Emilio Fernández (VF : Henry Djanik) : Francisco Lorca
- Rodolfo Acosta (VF : Georges Atlas) : Lopez
- Virgilio Teixeira (VF : Roger Rudel) : Luis Emilio Delgado
- Ricardo Palacios (VF : Jacques Dynam) : le geôlier de Luis Emilio

## Série
Ce film fait partie d'une série de films :
- 1960 : Les Sept Mercenaires (The Magnificent Seven) de John Sturges
- 1966 : Le Retour des sept (Return of the Seven) de Burt Kennedy
- 1969 : Les Colts des sept mercenaires (Guns of the Magnificent Seven) de Paul Wendkos
- 1972 : La Chevauchée des sept mercenaires (The Magnificent Seven Rides) de George McCowan

Cette série de films inspire aussi une série télévisée :
- 1998 : Les Sept Mercenaires

## À noter
- Ce film est la suite du film réalisé par John Sturges Les Sept Mercenaires, sorti en 1960.
- Deux autres suites ont été tournées : Les Colts des sept mercenaires et La Chevauchée des sept mercenaires.
- C'est le seul film de la saga où quatre mercenaires survivent à la bataille finale au lieu de trois.

## Récompenses et distinctions
- Nommé à l'Oscar de la meilleure partition de chansons et adaptation musicale.